# Lijst van mensen die op hun verjaardag overleden

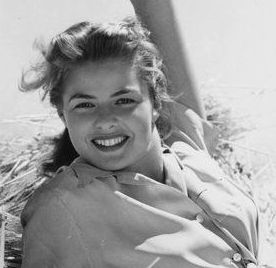
Ingrid Bergman 29 augustus
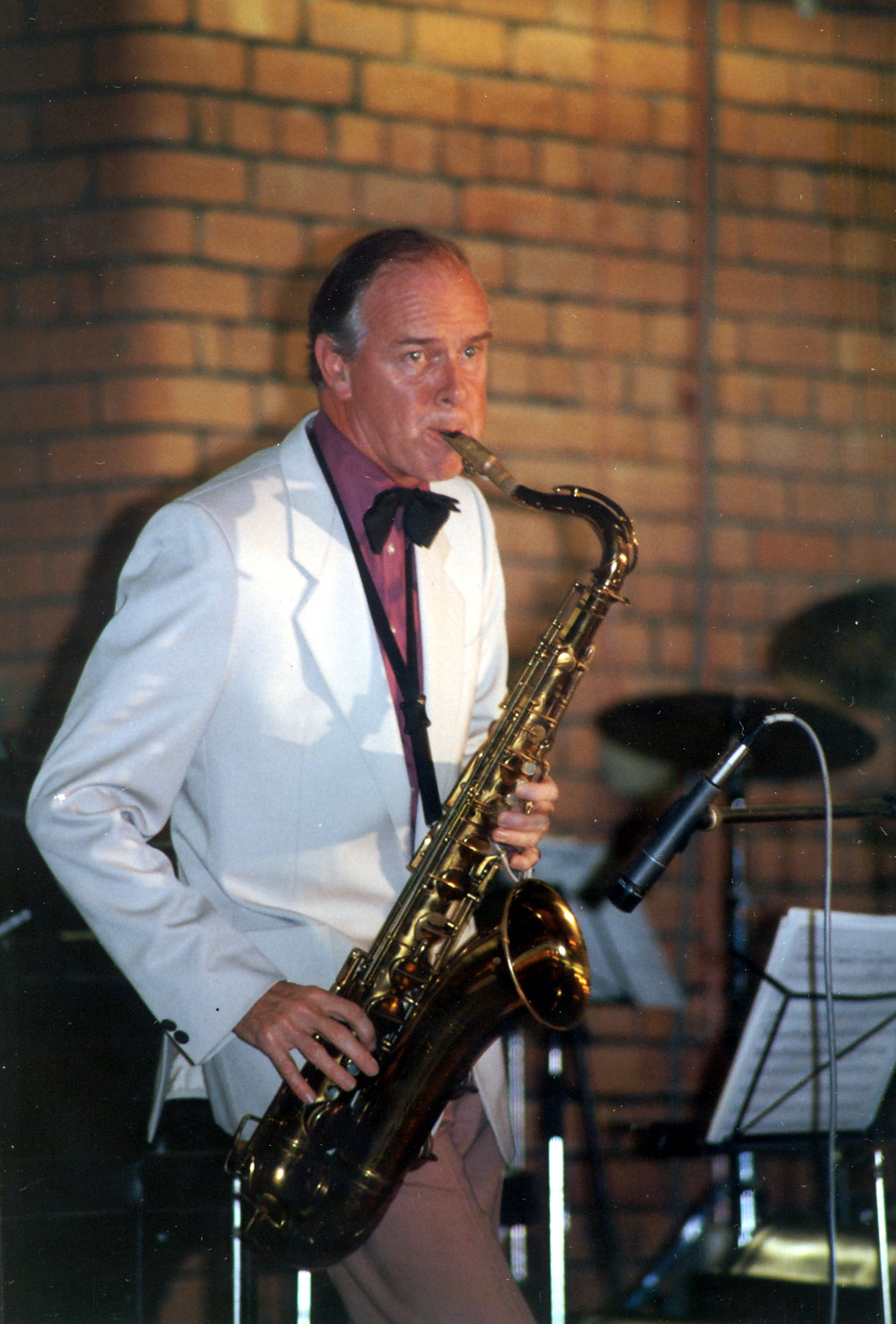
Tommy Whittle 13 oktober
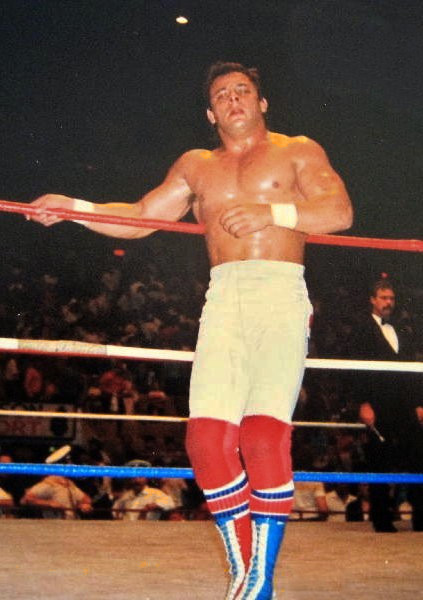
Thomas "Dynamite Kid" Billington 5 december

Dit is een lijst van mensen die op hun verjaardag overleden.
Theoretisch zou de kans dat iemand op zijn verjaardag overlijdt net zo hoog moeten zijn, als op iedere andere dag van het jaar, dus 1 op 365,2425. Wetenschappelijk onderzoek wijst er echter op dat er een significant lagere sterfkans is in de week vóór een verjaardag, en een significant hogere op de verjaardag zelf en in de week na een verjaardag. Mogelijke verklaringen hiervoor zijn dat mensen daadwerkelijk toeleven naar hun verjaardag, en dat stress en een verhoogde alcoholconsumptie tot een hogere sterfkans erna leiden.
Bekende mensen die op hun verjaardag overleden zijn onder anderen:

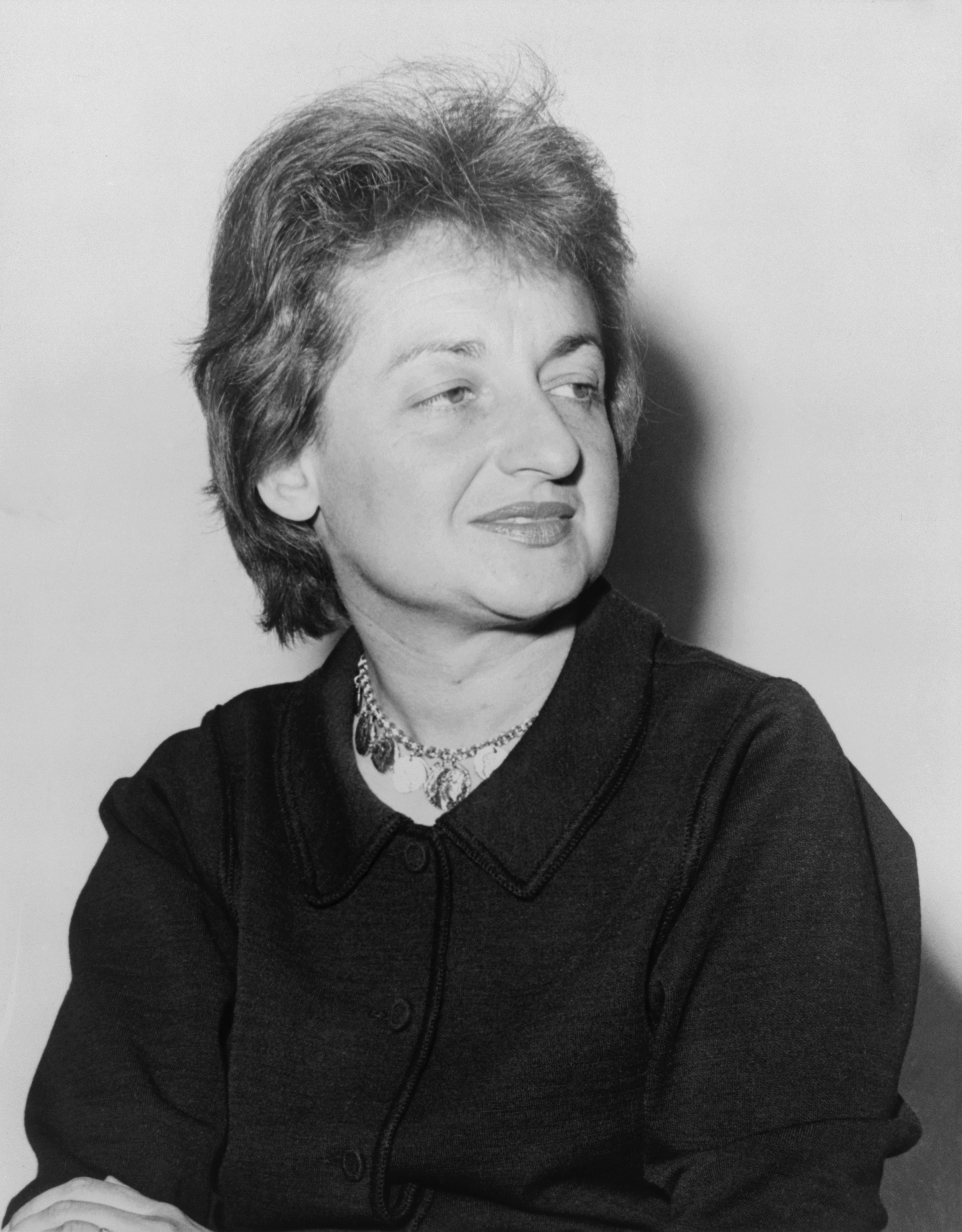
Betty Friedan 4 februari
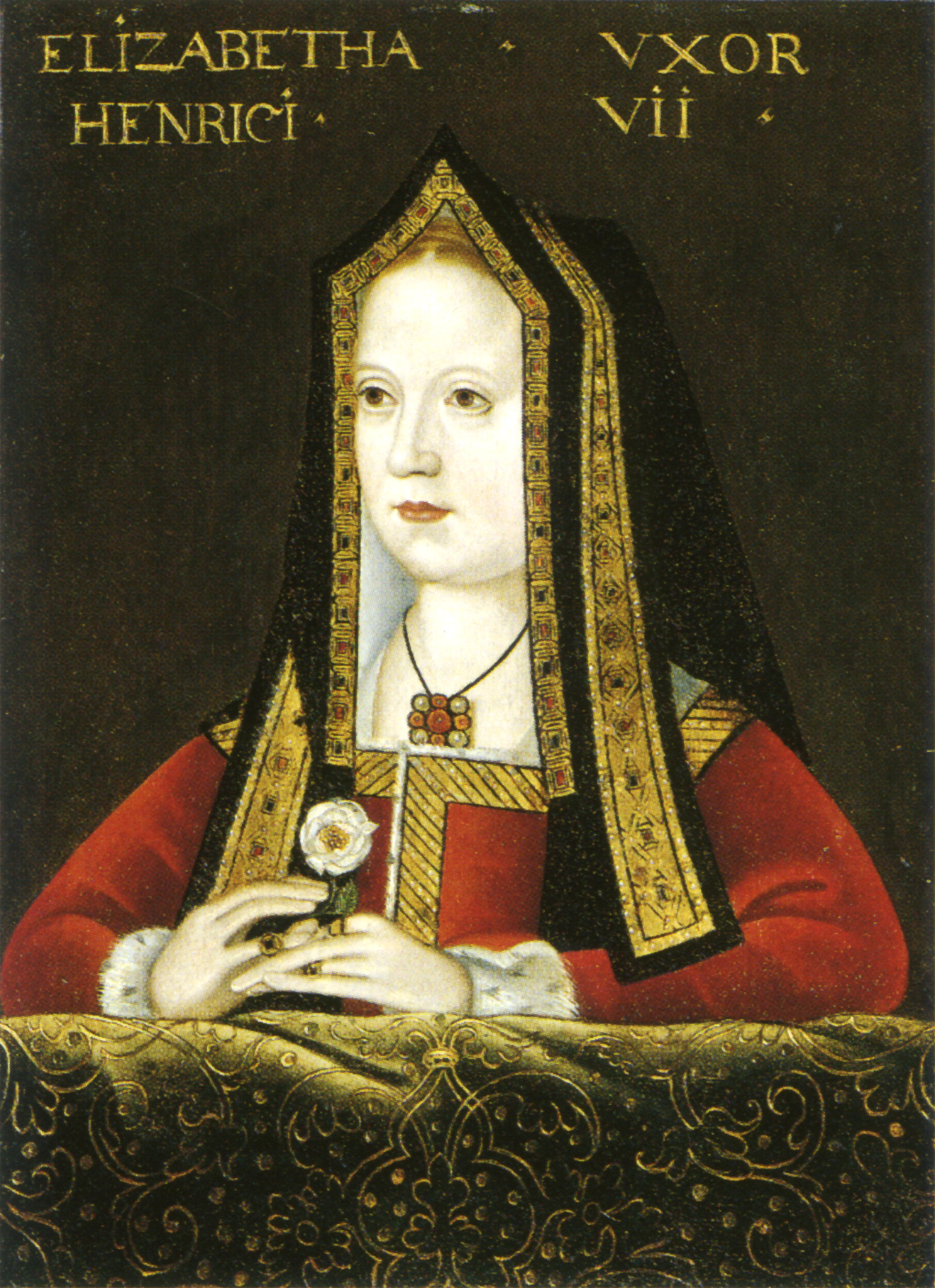
Elizabeth van York 11 februari
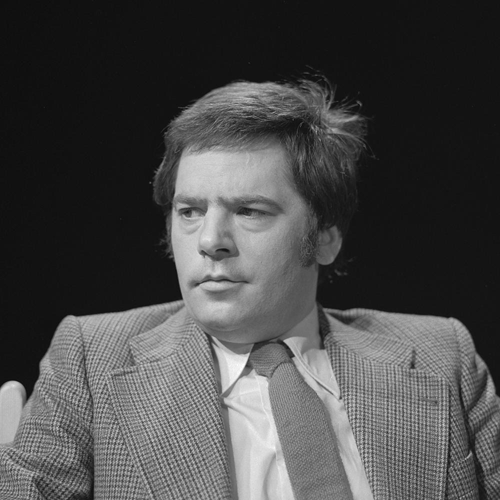
Ischa Meijer 14 februari

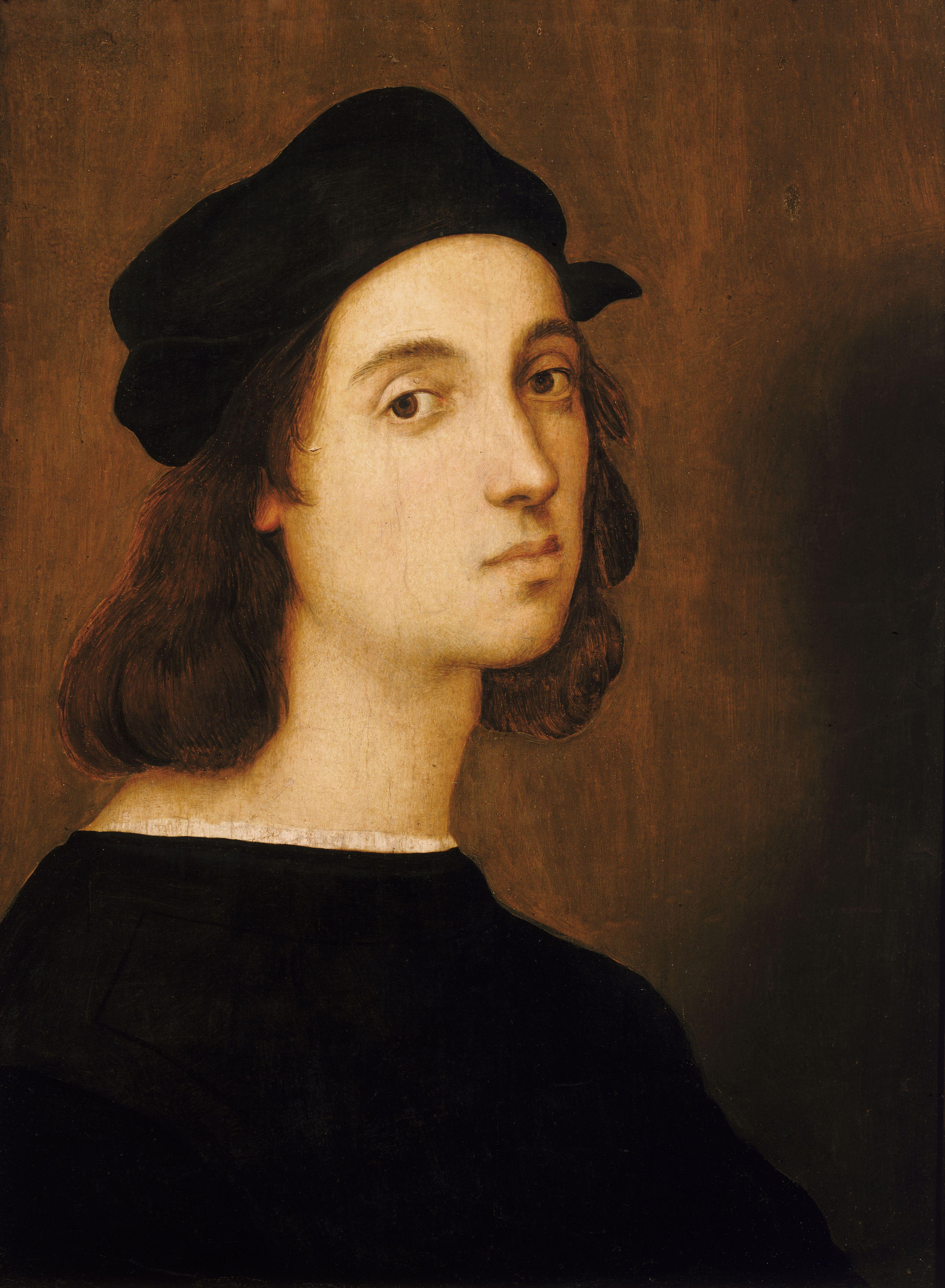
Rafaël Santi 6 april
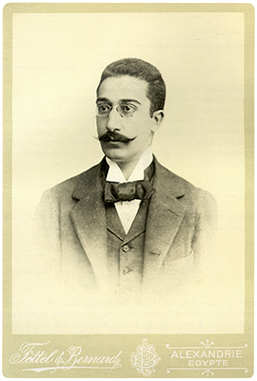
Konstantínos Kaváfis 29 april
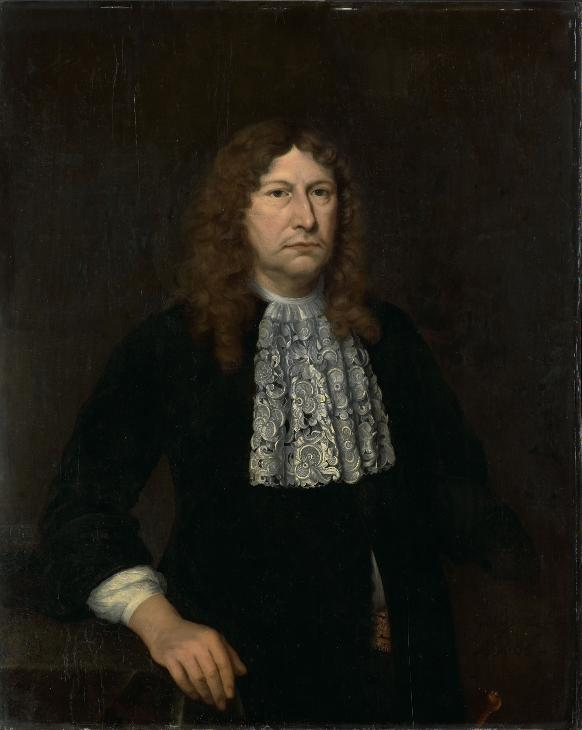
Johannes Camphuys 18 juli

- Ingrid Bergman
 29 augustus
- Tommy Whittle
 13 oktober
- Thomas "Dynamite Kid" Billington
 5 december

| naam                         | geboorte- plaats            | plaats van overlijden          | verjaardag   | geb. | over- leden | nationaliteit         | beroep of functie                                                |
| ---------------------------- | --------------------------- | ------------------------------ | ------------ | ---- | ----------- | --------------------- | ---------------------------------------------------------------- |
| Evaristo Felice dall'Abaco   | Verona                      | München                        | 12 juli      | 1675 | 1742        | Italiaans             | componist en cellist                                             |
| Frances E. Allen             | Peru (New York)             | Schenectady (New York)         | 4 augustus   | 1932 | 2020        | Amerikaans            | informaticus                                                     |
| Michael Aris                 | Havana                      | Oxford                         | 27 maart     | 1946 | 1999        | Brits                 | boeddholoog                                                      |
| Johann Ambrosius Bach        | Erfurt                      | Eisenach                       | 24 februari  | 1645 | 1695        | Duits                 | musicus                                                          |
| Božo Bakota                  | Zagreb                      | Graz                           | 1 oktober    | 1950 | 2015        | Joegoslavisch         | voetballer                                                       |
| Sidney Bechet                | New Orleans                 | Garches (Frankrijk)            | 14 mei       | 1897 | 1959        | Amerikaans            | jazzmusicus                                                      |
| Ingrid Bergman               | Stockholm                   | Londen                         | 29 augustus  | 1915 | 1982        | Zweeds                | actrice                                                          |
| Pieter Bergsma               | Wartena                     | Terwispel                      | 21 juni      | 1927 | 2012        | Nederlands            | dammer                                                           |
| France Bevk                  | Zakojca                     | Ljubljana                      | 17 september | 1890 | 1970        | Sloveens              | schrijver                                                        |
| Peter de Bie                 | Deventer                    | Aerdenhout                     | 3 juni       | 1950 | 2025        | Nederlands            | radiopresentator en journalist                                   |
| Corrie ten Boom              | Amsterdam                   | Placentia (Californië)         | 15 april     | 1892 | 1983        | Nederlands            | horlogemaakster, evangeliste, auteur en verzetsstrijdster        |
| Rudolf Brandt                | Frankfurt an der Oder       | Landsberg am Lech              | 2 juni       | 1909 | 1948        | Duits                 | oorlogsmisdadiger                                                |
| Henk Breeveld                | Vleuten                     | Tilburg                        | 16 september | 1929 | 2018        | Nederlands            | burgemeester                                                     |
| Marcel Broodthaers           | Sint-Gillis                 | Keulen                         | 28 januari   | 1924 | 1976        | Belgisch              | dichter en beeldend kunstenaar                                   |
| Thomas Browne                | Londen                      | Norwich                        | 19 oktober   | 1605 | 1682        | Engels                | arts en schrijver                                                |
| Jan Brusse                   | Rotterdam                   | Cannes                         | 8 juli       | 1921 | 1996        | Nederlands            | journalist                                                       |
| Johannes Camphuys            | Haarlem                     | Batavia                        | 18 juli      | 1634 | 1695        | Nederlands            | gouverneur-generaal van Nederlands-Indië                         |
| Dragutin Čermak              | Belgrado                    | Belgrado                       | 12 oktober   | 1944 | 2021        | Servisch              | basketballer                                                     |
| François Corteggiani         | Nice                        | Carpentras                     | 21 september | 1953 | 2022        | Frans                 | stripauteur                                                      |
| Eugène De Heem               | ?                           | ?                              | 1 januari    | 1879 | 1962        | Belgisch              | architect                                                        |
| Johan Diedrich Deiman        | Hage                        | Amsterdam                      | 9 april      | 1731 | 1783        | Nederlands            | theoloog en dominee                                              |
| Mike Douglas                 | Chicago                     | Palm Beach Gardens (Florida)   | 11 augustus  | 1925 | 2006        | Amerikaans            | talkshow-presentator                                             |
| Jaap Drukker                 | Nijmegen                    | Auschwitz                      | 8 april      | 1881 | 1944        | Nederlands            | koopman en biljarter                                             |
| Stephen Dunham               | Burbank                     | Boston                         | 14 september | 1964 | 2012        | Amerikaans            | acteur                                                           |
| Dynamite Kid                 | Golborne                    | Wigan                          | 5 december   | 1958 | 2018        | Engels                | worstelaar                                                       |
| Elizabeth van York           | Westminster                 | Richmond Palace                | 11 februari  | 1466 | 1503        | Engels                | koningin van Engeland                                            |
| María Félix                  | Álamos                      | Mexico-Stad                    | 8 april      | 1914 | 2002        | Mexicaans             | actrice                                                          |
| Frederik Karel van Pruisen   | Potsdam                     | Saint-Étienne-du-Rouvray       | 6 april      | 1893 | 1917        | Duits                 | prins                                                            |
| Günther Förg                 | Füssen                      | Freiburg im Breisgau           | 5 december   | 1952 | 2013        | Duits                 | schilder, beeldhouwer en fotograaf                               |
| Betty Friedan                | Peoria (VS)                 | Washington                     | 4 februari   | 1921 | 2006        | Amerikaans            | feministe                                                        |
| Matthias Gäbler              | ?                           | Hohnstein                      | 23 september | 1949 | 2009        | Duits                 | alpinist                                                         |
| Eva Ganizate                 | Parijs                      | La Belliole                    | 4 januari    | 1986 | 2014        | Frans                 | operazangeres                                                    |
| Ferdinand Ghesquière         | Oostende                    | Oostende                       | 1 maart      | 1933 | 2021        | Belgisch              | senator                                                          |
| Georges Grente               | Percy                       | Le Mans                        | 5 mei        | 1872 | 1959        | Frans                 | kardinaal                                                        |
| Merle Haggard                | Oildale                     | Palo Cedro                     | 6 april      | 1937 | 2016        | Amerikaans            | zanger                                                           |
| John Harrison                | verm. Foulby                | Londen                         | 24 maart     | 1693 | 1776        | Brits                 | uitvinder                                                        |
| Gabby Hartnett               | Woonsocket (Rhode Island)   | Park Ridge (Illinois)          | 20 december  | 1900 | 1972        | Amerikaans            | honkballer                                                       |
| Walter Haworth               | White Coppice               | Birmingham                     | 19 maart     | 1883 | 1950        | Brits                 | scheikundige                                                     |
| Hendrik van Portugal         | Lissabon                    | Almeirim                       | 31 januari   | 1512 | 1580        | Portugees             | koning van Portugal                                              |
| Paul Herman                  | New York                    | New York                       | 29 maart     | 1946 | 2022        | Amerikaans            | acteur                                                           |
| Bernard Hermesdorf           | Chevremont                  | Nijmegen                       | 3 november   | 1894 | 1978        | Nederlands            | rechts- en cultuurhistoricus en hoogleraar                       |
| Johannes Hevelius            | Danzig                      | Danzig                         | 28 januari   | 1611 | 1687        | Duits-Pools           | astronoom                                                        |
| Magnus Hirschfeld            | Kolberg                     | Nice                           | 14 mei       | 1868 | 1935        | Duits                 | medicus                                                          |
| Petrus Hofstede              | Doornik                     | Groningen                      | 14 april     | 1755 | 1839        | Nederlands            | politicus                                                        |
| Jan Hooglandt                | Tanger (Marokko)            | Aerdenhout                     | 15 februari  | 1926 | 2008        | Nederlands            | ondernemer                                                       |
| Kees Houtman                 | Amsterdam                   | Amsterdam                      | 2 november   | 1959 | 2005        | Nederlands            | crimineel en vastgoedhandelaar                                   |
| Valentine Hugo               | Boulogne-sur-Mer            | Parijs                         | 16 maart     | 1887 | 1968        | Frans                 | kunstschilder, illustrator en kostuumontwerper                   |
| Larry James                  | Mount Pleasant (New York)   | Galloway Township (New Jersey) | 6 november   | 1947 | 2008        | Amerikaans            | atleet                                                           |
| Luís Jardim                  | Madeira                     | Vilar (Cadaval)                | 4 juli       | 1950 | 2025        | Portugees             | percussionist en muziekproducent                                 |
| Kees Jiskoot                 | Barendrecht                 | Goes                           | 4 september  | 1933 | 2015        | Nederlands            | vertaler                                                         |
| Johannes de Deo              | Évora                       | Granada                        | 8 maart      | 1495 | 1550        | Portugees             | heilige                                                          |
| Jac. de Jong                 | Deventer                    | Amsterdam                      | 24 april     | 1839 | 1912        | Nederlands            | fluitist                                                         |
| Klaas Harshoorn de Jong      | Hoogkarspel                 | Hoogkarspel                    | 14 december  | 1815 | 1886        | Nederlands            | politicus                                                        |
| Kamehameha V                 | Honolulu                    | Honolulu                       | 11 december  | 1830 | 1872        | koninkrijk Hawaï      | koning                                                           |
| Konstantínos Kaváfis         | Alexandrië                  | Alexandrië                     | 29 april     | 1863 | 1933        | Grieks                | dichter                                                          |
| Bert Keijts                  | ?                           | Leidschendam                   | 27 september | 1952 | 2017        | Nederlands            | bestuurder                                                       |
| Hendrick de Keyser           | Utrecht                     | Amsterdam                      | 15 mei       | 1565 | 1621        | Nederlands            | architect en beeldhouwer                                         |
| Bert Klei                    | Apeldoorn                   | Amsterdam                      | 23 juli      | 1924 | 2008        | Nederlands            | journalist                                                       |
| Michel de Klerk              | Amsterdam                   | Amsterdam                      | 24 november  | 1884 | 1923        | Nederlands            | architect                                                        |
| Helena van der Kraan         | Praag                       | Rotterdam                      | 14 juni      | 1940 | 2020        | Tsjechisch Nederlands | beeldhouwster                                                    |
| Ton van der Laaken           | Den Haag                    | Den Haag                       | 7 februari   | 1953 | 2024        | Nederlands            | korfballer en korfbalscheidsrechter                              |
| Adriaan Van Landschoot       | Adegem                      | Gent                           | 21 april     | 1948 | 2025        | Belgisch              | ondernemer en artiestenmanager                                   |
| Hans Ledwinka                | Klosterneuburg              | München                        | 14 februari  | 1878 | 1967        | Oostenrijks           | auto-ontwerper                                                   |
| Lodewijk IV van Frankrijk    | Laon                        | Sens                           | 10 september | 920  | 954         |                       | koning van West-Francië                                          |
| Minus van Looi               | Tessenderlo                 | Tessenderlo                    | 23 april     | 1892 | 1952        | Belgisch              | schrijver                                                        |
| Erhard Loretan               | Bulle (Zwitserland)         | Grünhorn (Zwitserland)         | 28 april     | 1959 | 2011        | Zwitsers              | bergbeklimmer                                                    |
| James Lovelock               | Letschworth (Engeland)      | Dorset (Engeland)              | 26 juli      | 1919 | 2022        | Brits                 | wetenschapper, onderzoeker, auteur                               |
| Mădălina Manole              | Vălenii de Munte (Roemenië) | Otopeni (Roemenië)             | 14 juli      | 1967 | 2010        | Roemeens              | popzangeres                                                      |
| Jacques van der Meij         | Amsterdam                   | Oosterhout                     | 2 januari    | 1888 | 1969        | Nederlands            | glazenier, schilder en beeldhouwer                               |
| Ischa Meijer                 | Amsterdam                   | Amsterdam                      | 14 februari  | 1943 | 1995        | Nederlands            | journalist                                                       |
| Yakub Memon                  | Bombay                      | Nagpur                         | 30 juli      | 1962 | 2015        | Indiaas               | terrorist                                                        |
| Kurt Meyer                   | Jerxheim                    | Hagen                          | 23 december  | 1910 | 1961        | Duits                 | militair                                                         |
| Klaas Molenaar               | Westzaan                    | Heiloo                         | 3 oktober    | 1921 | 1996        | Nederlands            | zakenman en voetbalbestuurder                                    |
| Grachan Moncur III           | New York                    | Newark                         | 3 juni       | 1934 | 2022        | Amerikaans            | jazztrombonist                                                   |
| Ludo Monset                  | Blankenberge                | Blankenberge                   | 7 oktober    | 1946 | 2018        | Belgisch              | politicus                                                        |
| Alphonse Mora                | Antwerpen                   | ?                              | 10 augustus  | 1891 | 1966        | Belgisch              | schilder                                                         |
| Levi Morton                  | Shoreham (Vermont)          | Rhinebeck (New York)           | 16 mei       | 1824 | 1920        | Amerikaans            | politicus                                                        |
| Michael Newberry             | Newcastle                   | Belfast                        | 30 december  | 1997 | 2024        | Engels                | voetballer                                                       |
| Lawrence Oates               | Londen                      | Antarctica                     | 17 maart     | 1880 | 1912        | Brits                 | ontdekkingsreiziger en militair                                  |
| Yasujiro Ozu                 | Tokio                       | Tokio                          | 12 december  | 1903 | 1963        | Japans                | filmregisseur                                                    |
| Bert Patenaude               | Fall River (Massachusetts)  | Fall River (Massachusetts)     | 4 november   | 1909 | 1975        | Amerikaans            | voetballer                                                       |
| Flor Peeters                 | Tielen                      | Antwerpen                      | 4 juli       | 1903 | 1986        | Belgisch              | organist, componist en muziekpedagoog                            |
| Jean Piccard                 | Bazel                       | Minneapolis (Minnesota)        | 28 januari   | 1884 | 1963        | Zwitsers-Amerikaans   | chemicus en ballonvaarder                                        |
| Paolo Pillitteri             | Sento Calende               | Milaan                         | 5 december   | 1940 | 2024        | Italiaans             | burgemeester                                                     |
| Pino Puglisi                 | Brancaccio                  | Brancaccio                     | 15 september | 1937 | 1993        | Italiaans             | priester                                                         |
| Rama IV                      | Bangkok                     | Bangkok                        | 18 oktober   | 1804 | 1868        | Thais                 | koning van Thailand                                              |
| Anil Ramdas                  | Paramaribo                  | Loenen aan de Vecht            | 16 februari  | 1958 | 2012        | Surinaams-Nederlands  | schrijver, journalist en programmamaker                          |
| Margarito Ramírez            | Atotonilco el Alto          | Mexico-Stad                    | 2 februari   | 1891 | 1979        | Mexicaans             | politicus                                                        |
| Frieda von Richthofen        | Metz                        | Taos (New Mexico)              | 11 augustus  | 1879 | 1956        | Duits-Amerikaans      | vertaalster en schrijfster                                       |
| Ced Ride                     | Willemstad                  | Willemstad                     | 14 juli      | 1944 | 2021        | Curaçaos              | zanger en kunstschilder                                          |
| Jetty Riecker                | Amsterdam                   | Rotterdam                      | 7 mei        | 1895 | 1980        | Nederlands            | actrice                                                          |
| Franklin Delano Roosevelt jr | Campobello Island           | Poughkeepsie                   | 17 augustus  | 1914 | 1988        | Amerikaans            | advocaat, politicus en zakenman                                  |
| Franz Rosenzweig             | Kassel                      | Frankfurt am Main              | 10 december  | 1886 | 1929        | Duits                 | theoloog en filosoof                                             |
| Marco Rusconi                | Malnate                     | Como                           | 14 november  | 1979 | 2003        | Italiaans             | wielrenner                                                       |
| Suzanna Sablairolles         | Middelburg                  | Amsterdam                      | 13 januari   | 1829 | 1867        | Nederlands            | actrice                                                          |
| Rafaël Santi                 | Urbino                      | Rome                           | 6 april      | 1483 | 1520        | Italiaans             | kunstenaar                                                       |
| Nick Santino                 | New York                    | New York                       | 24 januari   | 1965 | 2012        | Amerikaans            | acteur                                                           |
| Issai Schur                  | Mogilev                     | Tel Aviv                       | 10 januari   | 1875 | 1941        | Duits                 | wiskundige                                                       |
| William Shakespeare          | Stratford-upon-Avon         | Stratford-upon-Avon            | 23 april     | 1564 | 1616        | Engels                | toneelschrijver, dichter, acteur (geboortedatum is vermoedelijk) |
| Oscar Steenhaut              | Brasschaat                  | ?                              | 23 januari   | 1933 | 2007        | Belgisch              | burgerlijk ingenieur en hoogleraar                               |
| Austin Stoker                | Port of Spain               | Los Angeles                    | 7 oktober    | 1930 | 2022        | Amerikaans            | acteur                                                           |
| Hans Strumphler Tideman      | Rotterdam                   | Lochem                         | 1 februari   | 1919 | 2001        | Nederlands            | politicus                                                        |
| Pedro Subido                 | Naguilian                   | Anaheim                        | 4 december   | 1930 | 2013        | Filipijns             | atleet                                                           |
| Massamasso Tchangaï          | Atakpamé                    | Lomé                           | 8 augustus   | 1978 | 2010        | Togolees              | voetballer                                                       |
| Tjerk Hiddes de Vries        | Sexbierum                   | Vlissingen                     | 6 augustus   | 1622 | 1666        | Nederlands            | zeeheld                                                          |
| Fran Warren                  | New York                    | Brookfield, Connecticut        | 4 maart      | 1926 | 2013        | Amerikaans            | zangeres                                                         |
| Tommy Whittle                | Grangemouth (Schotland)     | Spanje                         | 13 oktober   | 1926 | 2013        | Schots                | jazz-saxofonist                                                  |
| Akira Yoshizawa              | Kaminokawa (Japan)          | Tokio                          | 14 maart     | 1911 | 2005        | Japans                | origamimeester                                                   |

## Theo Mann-Bouwmeester
De Nederlandse actrice Theo Mann-Bouwmeester werd geboren op 19 april 1850 en overleed op 18 april 1939. Ondanks de datumaanduiding in haar geboorteakte werd haar verjaardag altijd op de 18de april gevierd. Na haar overlijden schreven de kranten dan ook dat zij op haar 89ste verjaardag was gestorven.